# Willem de Wijk
Willem (Welam) de Wijk, död i januari 1597, troligen i Stockholm, var en holländsk-svensk affärsman.

## Biografi
Willem de Wijk inkom troligen till Sverige under Erik XIV:s tid. Han hade alla fall levererat värjor och harnesk till det av svenskarna 1565 erövrade Varberg och presenterade i oktober 1568 räkning på dessa leveranser för Johan III. Snart hade Willem de Wijk flera transaktioner i gång med Johan III. Bland annat utlovade han våren 1571 spannmålstillförsel, 1572 köpte han skeppet Engelen och fick löfte att anta upp till 200 båtsmän. Samtidigt var Willem de Wijk, i varje fall från 1571, anställd i hertig Karls tjänst och beskylldes av kungen 1571 och 1572 för att delvis i hertigens namn ha bedrivit "växleri" i Stockholm under myntförsämringen dessa år. Enligt kontrakt med hertig Karl 16 juli 1572 överlämnades åt de Wijk "våre järnberg i Värmland med hytter, hamrer och alle dess redskap". på fyra år. Under ett krig i relationerna mellan Johan III och hertig Karl 1575 fängslades de Wijk av kungen som hertigens rådgivare, fråntogs sina ägodelar och frigavs först sommaren 1576 från Älvsborg, där han förvarats. Wijk stannade ytterligare några år hos hertigen, var ännu 1579 dennes köpman men råkade troligen i onåd. Från och med våren 1580 var de Wijk i Johan III:s tjänst. Han utrustades 24 maj 1580 med fullmakt att ha befallningen över "alle våre och kronones järnbergsbruk över hele riket". Wijk hade utlovat kungen en större profit av järnbruken än förut och tillförsäkrades därför "en fjärdedel utav allt det, som han utöver den förre årlige leverering av förenämnde bergsverk kan åstadkomma och leverera". Hans instruktion fastställde bland annat att han skulle förskriva goda hammar- och plåtsmeder från Tyskland och tillse att alla dammar, hamrar, masugnar och sågkvarnar vid Kunglig Majestäts järnbruk så snart som möjligt iordningställdes. Grunderna för de Wijks avlöning ändrades efter hand, och 1583 fastställdes hans penning- och naturabetalning till årligen 500 daler, 2 äreklädningar, 7 pundläster spannmål, 1 skeppund humle, 3 tunnor smör, 6 oxar, 18 får, 9 svin, 3 tunnor lax, 2 tunnor sill, 1 tunna ål, 1 skeppund torra gäddor och så vidare. Wijks räkenskaper finns delvis bevarade, och visar att han med stor nit arbetat för järnbrukets förkovran, företog täta resor till bruken och gruvorna särskilt i Uppland, Västmanland och Östergötland och gjorde stora ansträngningar för att skaffa kompetent utländsk och inhemsk arbetskraft. Finspång och framför allt de uppländska bruken Österby och Forsmark vid Dannemoraberget upprustades. Wijk försåg bruken med de förnödenheter som behövdes, och mottog i Stockholm de färdiga bruksprodukterna. Den påtagliga ökningen av järnproduktionen och förbättringen av järntillverkningens kvalitet och teknik, som skedde under 1580-talet, kan utan tvivel tillskrivas de Wiljk och det nederländska inflytande han förmedlade. Den faktiska maktställning de Wijk hade, i förening med järnhanteringens ändrade organisation, medförde klagomål från bergsfolk och allmoge. Han kunde inte heller åstadkomma de stora leveranser kungen väntat sig. Dessutom hade de Wijk under flera år levat i mer eller mindre öppen fiendskap med Johan III:s köpman, Anders Larsson, som fick hand om koppartillverkningen och kopparhandeln ungefär samtidigt som de Wijk anförtroddes ledningen för järnbergverken. Vid en stor rättegång på Stockholms rådstuga senhösten 1584 beskyllde de båda varandra inbördes för diverse mindre hederliga manipulationer i Kunglig Majestäts tjänst. I stort sett hade de Wijk svårt att klara sig mot Anders Larsson, och kungens förtroende för de Wijk led ett allvarligt avbräck. Han tilläts ej lämna sitt hus annat än för att besöka "räkningekammaren" och avlägga utförlig räkenskap. En tid syns han ha hållits under arrest på Stockholms slott. Mot slutet av 1585 tycks krisen ha varit över. Han lämnade 1586 för en tid kungens tjänst men hade innan dess erhållit öppet brev "att tage sig järnbruk före vid Dannemora berg" och fick i februari 1587 kontrakt på Finspångs bruk, som han skulle driva på egen omkostnad. 1593 fick de Wijk ärftlig rätt till Finspång mot viss ränta till kronan. Klagomål för den östgötska allmogen över tunga dagsverken började snart inkomma. Redan hösten 1589 hade de Wijk att göra med ledningen av myntverket i Stockholm, och i februari 1590 erhöll han en ny fullmakt som föreståndare för myntet. Under Johan III:s sista år hade de Wijk tydligen helt återvunnit kungens förtroende. Som myntföreståndare faller stor del av ansvaret för myntförsämringen 1591 och 1592 med därav följande, för de Wijk personligen säkerligen lönande "växleri". Han erhöll i mars 1595 hertig Karls fullmakt att ha hand om Nacka och Wättinge bruk. Trots allvarliga förtroendekriser i förhållande till sina uppdragsgivare behöll de Wijk förtroendet hos dessa. Som grosshandlare och långivare tycks han ha haft ekonomiska framgångar. Han ägde ett flertal hus i Stockholm och ägde gårdar på Norrmalm, Riddarholmen och Kungsholmen. En långvarig rättegång fördes av de Wijks arvingar med köpmannen Reinhold Leuhusens arvtagare. Hans son Willem de Wijk den yngre efterträdde fadern som arrendator av Finspångs bruk. han indrogs i tidens politiska strider, anslöt sig till Sigismunds parti, upptäcktes av hertig Karls anhängare och avrättades, varefter alla hans gods indrogs till kronan.